# Dischistodus
Dischistodus es un género de peces de la familia Pomacentridae, del orden Perciformes. Este género marino fue descrito por primera vez en 1863 por Theodore Gill.

## Especies
Especies reconocidas del género:
- Dischistodus chrysopoecilus (Schlegel and Müller, 1839)
- Dischistodus darwiniensis (Whitley, 1928)
- Dischistodus fasciatus (Cuvier in Cuvier and Valenciennes, 1830)
- Dischistodus melanotus (Bleeker, 1858)
- Dischistodus perspicillatus (Cuvier in Cuvier and Valenciennes, 1830)
- Dischistodus prosopotaenia (Bleeker, 1852)
- Dischistodus pseudochrysopoecilus (Allen and Robertson, 1974)